# Институт костюма Анны Винтур
Институт костюма Анны Винтур — подразделение Метрополитен-музея в Нью-Йорке. С 2014 года центр носит имя Анны Винтур, главного редактора журнала Vogue и председателя ежегодного бала Met Gala, с 1995 года организуемого институтом. Директором института костюма является Эндрю Болтон.
Официальное открытие Института костюма состоялось 5 мая 2014 года при участии Мишель Обамы; на открытии присутствовали Сара Джессика Паркер, Диана фон Фюрстенберг, Тори Бёрч, Зак Позен, Ральф Лорен и Донателла Версаче.

## История

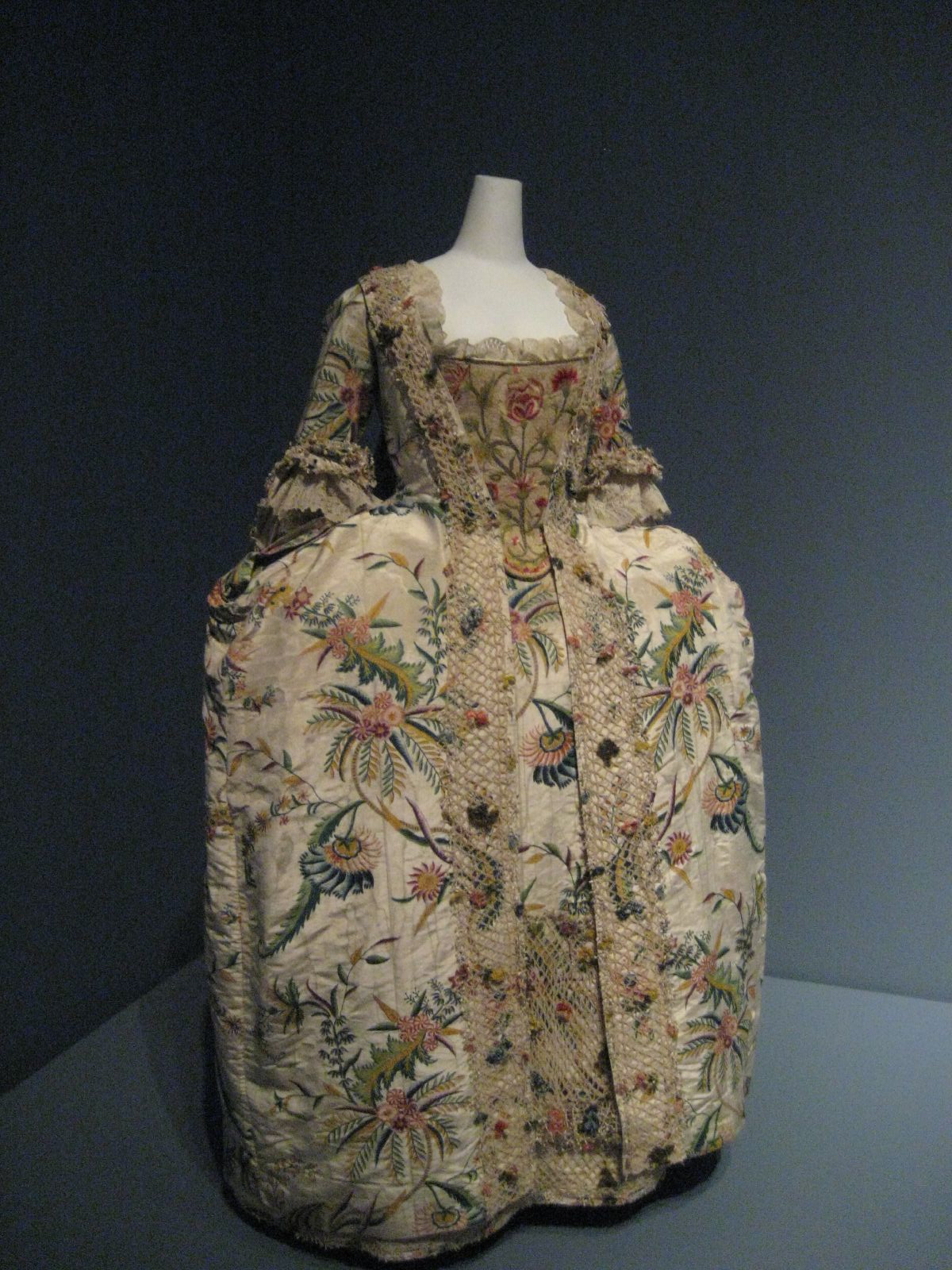
Платье, 1740-е годы

В 1902 году Айрин и Элис Левисон, став богатыми наследницами, решили посвятить себя работе на благо общества; в доме на Генри-стрит в Нью-Йорке работал благотворительный центр помощи семьям эмигрантов — Элис стала преподавателем театрального искусства для детей, а Айрин — учителем танцев, спустя несколько лет они основали театр. Позже к ним присоединилась дизайнер костюмов Эйлин Бернстайн. В 1937 году на Пятой авеню Айрин открыла Музей искусства костюма, где были собраны книги, театральные костюмы и декорации. Эйлин Бернстайн помогала с коллекцией и экспозицией. После Второй мировой войны музей переехал на первый этаж здания Метрополитен-музея, а в 1960 две организации объединились. С 1946 года Институт костюма стал проводить ежегодный благотворительный бал Мет Гала; дважды в год институт устраивает выставки костюмов в галереях Метрополитен-музея, при этом каждая выставка посвящена определённому дизайнеру или теме..
В 2008 в музей влилась коллекция американского костюма Бруклинского музея; коллекция формировалась с 1903, в основном, благодаря меценатам. На момент слияния коллекция Института костюма насчитывала около 31 тысячи экспонатов. 5 мая 2014 года состоялось официальное открытие Института костюма, первая выставка подразделения представила работы Чарльза Джеймса — важной фигуры в модной индустрии Нью-Йорка в 1940—50-х годах, чьи работы были в коллекции Бруклинского музея.
Самой посещаемой выставкой института стала China: Through the Looking Glass 2015 года, посвящённая влиянию китайских дизайнеров на моду и культуру запада; её посетили 815992 человека; на втором месте — выставка 2011 года Savage Beauty, посвящённая Александру Маккуину — её посетили 661509 человек

## Выставки

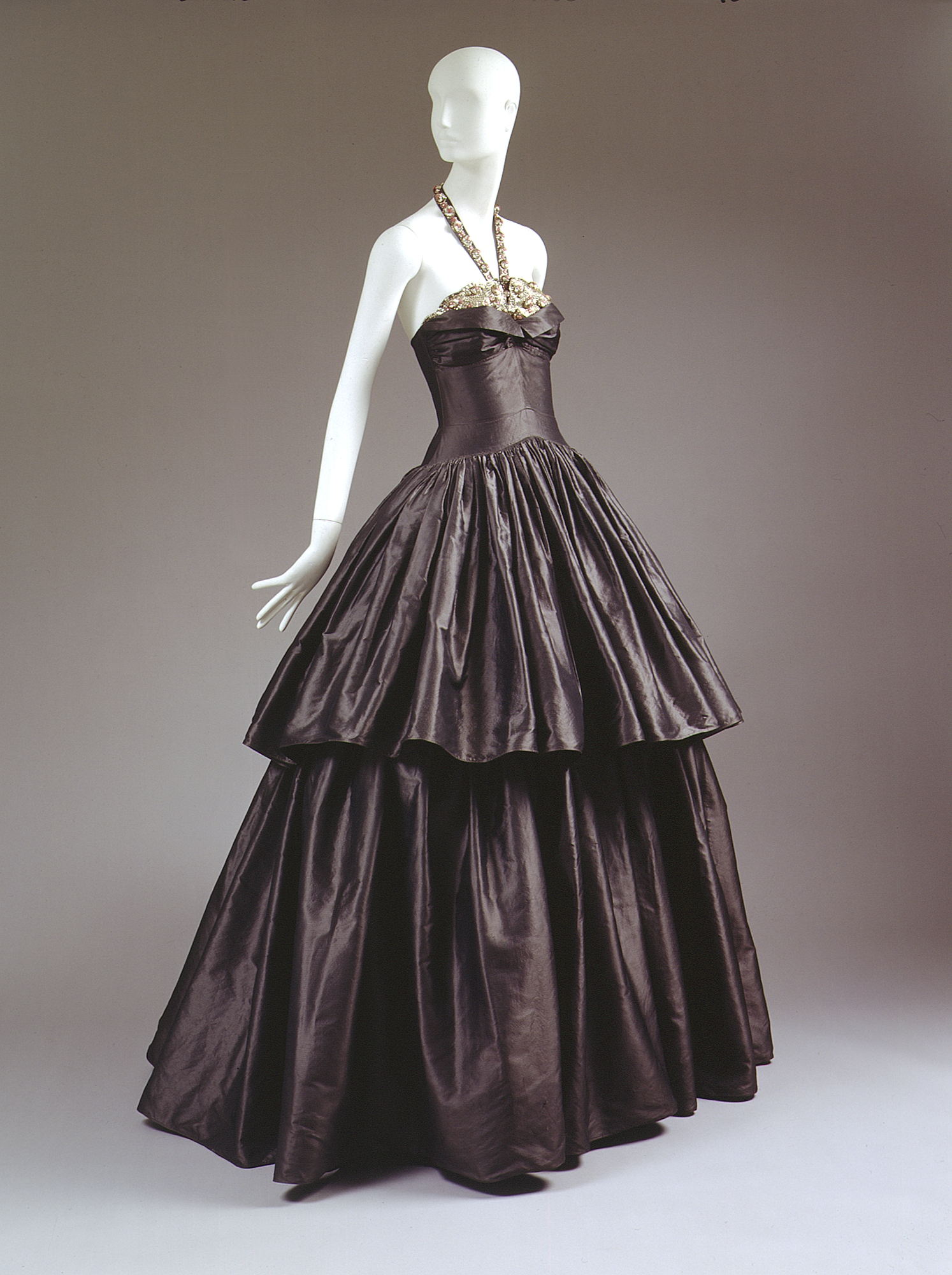
«Циклон», Жанна Ланвен, 1939

- 1971—1972: Fashion Plate (октябрь 1971 — январь 1972)[15][16]
- 1972—1973: Untailored Garments (январь — июль 1972)[17][18]
- 1973—1974: The World of Balenciaga (март — сентябрь 1973)[19]
- 1974—1975: Romantic and Glamorous Hollywood Design (ноябрь 1974 — август 1975)[16][20]
- 1975—1976: American Women of Style (декабрь 1975 — август 1976)[16][21]
- 1976—1977: The Glory of Russian Costume (декабрь 1976 — август 1977)[16][22][23]
- 1977—1978: Vanity Fair: A Treasure Trove (декабрь 1977 — сентябрь 1978)[16][24]
- 1978—1979: Diaghilev: Costumes and Designs of the Ballets Russes (ноябрь 1978 — июнь 1979)[16]
- 1979—1980: Fashions of the Habsburg Era: Austria-Hungary (декабрь 1979 — август 1980)[16][25]
- 1980—1981: The Manchu Dragon: Costumes of China, the Chi’ng Dynasty (декабрь 1980 — август 1981)[16]
- 1981—1982: The Eighteenth-Century Woman (декабрь 1981 — сентябрь 1982)[16][26][27]
- 1982—1983: Le Belle Époque (декабрь 1982 — сентябрь 1983)[16][28]
- 1983—1984: Yves Saint Laurent: 25 Years of Design (декабрь 1983 — сентябрь 1984)[16][29]
- 1984—1985: Man and the Horse (декабрь 1984 — сентябрь 1985)[16][30]
- 1985—1986: Costumes of Royal India (декабрь 1985 — август 1986)[16][31]
- 1986—1987: Dance (декабрь 1986 — сентябрь 1987)[16][32]
- 1987—1988: In Style: Celebrating Fifty Years of the Costume Institute (ноябрь 1987 — апрель 1988)[16][33]
- 1988—1989: From Queen to Empress: Victorian Dress 1837—1877 Архивная копия от 31 июля 2018 на Wayback Machine (декабрь 1988 — апрель 1989)[16][34]
- 1989—1990: The Age of Napoleon: Costume from Revolution to Empire, 1789—1815 (декабрь 1989 — апрель 1990)[16]
- 1990—1991: Théâtre de la Mode — Fashion Dolls: The Survival of Haute Couture (декабрь 1990 — апрель 1991)[16]
- 1992—1993: Fashion and History: A Dialogue (декабрь 1992 — март 1993)[16][35]
- 1993—1994: Diana Vreeland: Immoderate Style (декабрь 1993 — март 1994)[16][36]
- 1994—1995: Orientalism: Visions of the East in western dress (декабрь 1994 — март 1995)[16][37][38]
- 1995—1996: Haute Couture (декабрь 1995 — март 1996)[16][39]
- 1996—1997: Christian Dior (декабрь 1996 — март 1997)[16][40][41]
- 1997—1998: Gianni Versace (декабрь 1997 — март 1998)[16][42][43][44]
- 1998—1999: Cubism and Fashion (декабрь 10, 1998 — март 14, 1999)[16][45]
- 1999—2000: Rock Style (9 декабря 1999 — 19 марта 2000)[16][46]
- 2001: Jacqueline Kennedy: The White House Years (1 мая — 29 июля 2001)[16][47]
- 2003: Goddess: The Classical Mode (1 мая — 3 августа 2003)[16][48]
- 2004: Dangerous Liaisons: Fashion and Furniture in the 18th Century (2 апреля — 8 августа 2004)[16][49]
- 2005: The House of Chanel (5 мая — 7 августа 2005)[16][50]
- 2005—2006: Rara Avis: Selections from the Iris Barrel Apfel Collection (13 сентября 2005 — 22 января 2006)[51]
- 2006: AngloMania: Tradition and Transgression in British Fashion (3 мая — 6 сентября 2006)[16][52]
- 2007: Poiret: King of Fashion (9 мая — 5 августа 2007)[16][53][54]
- 2008: Superheroes: Fashion and Fantasy (7 мая — 1 сентября 2008)[16][55][56]
- 2009: The Model As Muse: Embodying Fashion (6 мая — 9 августа 2009)[16][57][58][59]
- 2010: American Woman: Fashioning a National Identity (5 мая — 10 августа 2010)[16][60][61][62]
- 2011: Alexander McQueen: Savage Beauty (4 мая — 7 августа 2011)[16][63][64][65]
- 2012: Schiaparelli and Prada: Impossible Conversations (10 мая — 19 августа 2012)[66]
- 2013: Punk: Chaos to Couture (9 мая — 14 августа 2013)[67][68]
- 2014: Charles James: Beyond Fashion (8 мая — 10 августа 2014)[69][70][71]
- 2014-2015: Death Becomes Her: A Century of Mourning Attire (21 октября 2014 — 1 февраля 2015)[72]
- 2015: China: Through the Looking Glass (7 мая — 7 сентября 2015)[73]
- 2015—2016: Jacqueline de Ribes: The Art of Style (19 ноября 2015 — 21 февраля 2016)[74]
- 2016: Manus x Machina: Fashion In An Age Of Technology (5 мая — 5 сентября 2016)[75]
- 2016—2017: Masterworks: Unpacking Fashion (18 ноября 2016 — 5 февраля 2017)[76]
- 2017: Rei Kawakubo/Comme des Garçons Art of the In-Between (4 мая — 4 сентября 2017)[77]
- 2018: Heavenly Bodies: Fashion and the Catholic Imagination (10 мая — 8 октября 2018)[78]
- 2019: Camp: Notes on Fashion (8 мая — 9 сентября)[79]
- 2020: About Time: Fashion and Duration[80]
- 2021-2022 In America: A Lexicon of Fashion (1 часть из 2)[81]

- 2022 In America: An Anthology of Fashion (2 часть из 2)
- 2023 Karl Lagerfeld: A Line of Beauty[82]
- 2024 Sleeping Beauties: Reawakening Fashion[83]
- 2025 Superfine: Tailoring Black Style